# Макс Ньюком
Макс Ньюком (англ. Max Newcombe) — колишній австралійський тенісист.
Найвищим досягненням на турнірах Великого шолома були фінали в парному розряді.

## Фінали турнірів Великого шолома

### Парний розряд:1 поразка
| Результат | Рік  | Турнір              | Покриття | Партнер      | Суперники                 | Рахунок       |
| --------- | ---- | ------------------- | -------- | ------------ | ------------------------- | ------------- |
| Поразка   | 1946 | Чемпіонат Австралії | Трава    | Ленард Шварц | Джон Бромвіч Адріан Квіст | 3–6, 1–6, 7–9 |